# Antonio Maria Rinaldi
Antonio Maria Rinaldi (Roma, 27 febbraio 1955) è un politico ed economista italiano.

## Biografia
Nato a Roma nel 1955, suo padre era il banchiere Rodolfo Rinaldi, presidente del Banco di Santo Spirito, vicepresidente della BNL e rappresentante in Europa della Chase Manhattan Bank; sua madre, Isabella Rossini, è lontana discendente del compositore Gioachino Rossini. È sposato e padre di due figli.
Laureato in economia e commercio nel 1979 alla LUISS Guido Carli di Roma, con una tesi in programmazione economica e finanziaria dal titolo Le cause di diversificazione e l’evoluzione in atto nelle strutture organizzative del Gruppo FIAT, ha lavorato presso diversi istituti di credito, quali il Banco di Roma, American Service Bank e Fideuram (1980-85), ed ha ricoperto incarichi di funzionario della CONSOB, e di dirigente dell'Eni (1986-1994), in particolare, è stato direttore generale della SOFID, società finanziaria capogruppo dell'ENI (1990-1994). Nel 1994 è stato membro del consiglio di amministrazione dell'ENAV.
Allievo di Paolo Savona, dal 2012 al 2018 è stato docente universitario a contratto di economia politica e finanza aziendale presso il Link Campus University di Roma, l'Università degli Studi del Molise di Campobasso e l'Università degli Studi "Gabriele d'Annunzio" di Pescara. È noto al pubblico per essere stato ospite in diversi talk show televisivi, in cui ha sempre manifestato posizioni critiche verso la moneta unica europea. Rinaldi è collaboratore del sito internet Scenarieconomici.it.

### Attività politica
Nell'ottobre 2016 Rinaldi fonda Alternativa per l'Italia (ApI), movimento politico sovranista ed euroscettico che chiede l'uscita dell'Italia dall'Unione monetaria europea, ispirandosi all'esperienza del partito tedesco Alternative für Deutschland, nonché la salvaguardia della Costituzione del 1948. Al movimento aderisce per un breve periodo la senatrice Paola de Pin, che però successivamente lo lascia per fondare il nuovo movimento Riscossa Italia.
Nel 2019 Rinaldi si candida con la Lega nella circoscrizione Italia centrale alle elezioni per il rinnovo del Parlamento europeo, in cui ottiene 48.501 preferenze e l'elezione a eurodeputato, risultando il secondo candidato più votato dopo Matteo Salvini.
Nel maggio 2025 è stato nominato presidente del Consiglio di Amministrazione di Trevi – Finanziaria Industriale S.p.A.

## Pensiero
Di orientamento fortemente euroscettico, Rinaldi si definisce un economista post-keynesiano.

## Opere
- Il fallimento dell'euro?, Piscopo Editore (2011, stampato in tre edizioni).
- Europa kaputt! (S)venduti all'euro, Piscopo Editore (2013)
- La sovranità appartiene al popolo o allo spread?, Aliberti (2018)